# Brachythecium baicalense
Brachythecium baicalense là một loài rêu trong họ Brachytheciaceae. Loài này được Ignatov mô tả khoa học đầu tiên năm 2008.